# Paul Alo'o

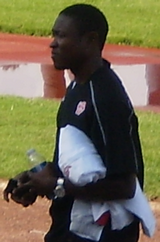

Paul Alo'o Efoulou (Yaoundé, 12 november 1983) is een Kameroense voetballer die bij voorkeur als aanvaller speelt. Hij verruilde in juli 2013 AS Nancy voor Al-Taawon. Alo'o debuteerde in 2009 in het Kameroens voetbalelftal.

## Carrière
- 2001-2002: ASM Yaoundé
- 2002-2003: Excelsior Moeskroen
- 2003-2004: RC Paris
- 2004-2007: Sannois
- 2007-2008: Angers SCO
- 2008-2013: AS Nancy
  - 2008-2009: → Angers SCO
  - 2011-2012: → Le Havre
- 2013 - : Al-Taawon